# Вайсензе (район Берлина)
Ва́йсензе (нем. Weißensee) — район Берлина, бывший городским округом со времени образования в 1920 году Большого Берлина и до административной реформы 2001 года, согласно которой Вайсензе в статусе района вошёл в состав административного округа Панков, внутри которого он граничит с другими районами — Пренцлауэр-Берг, Панков, Хайнерсдорф, с пригородным посёлком Мальхов и с административным округом Лихтенберг.

## Наименование и расположение
Название района Вайсензе связано с озером Вайсер-Зе ледникового происхождения, которое играло важную роль в жизни сельских поселений, возникших вокруг «Белого озера» (нем. Der Weiße See) ещё в начале XIII столетия. Этот богатый рыбой водоём до середины XIX века назывался «Большое озеро» (нем. Der Große See). Современный район Вайсензе расположен на юго-востоке округа Панков.

## Герб Вайсензе
Герб Вайсензе, известный с 1905 года, был разработан пастором Александром Гиртцем (нем. Alexander Giertz), нашедшим в озере Вайсензе запрестольный образ Екатерины Александрийской, которую объявили покровительницей местного прихода.
Атрибуты, связанные с мученической смертью святой Екатерины — меч и колесо — вошли в герб Вайсензе. Местное население непочтительно называло герб «эмблемой пыток», в 1912 году предлагался новый вариант дизайна, который однако не был утверждён. Даже в новейшей истории Берлина после преобразования Вайсензе из самостоятельного округа в районное отделение укрупнённого Панкова герб Вайсензе сохранил основу своего изначального дизайна.

## История

### XIII—XIV век
История Вайсензе прослеживается с эпохи средневековья. Всё начиналось, как обычно, с появления
деревенской улицы. 1230 год считается временем возникновения деревенского поселения вдоль военного тракта из Берлина мимо озера Вайсензе и Мальхова в сторону Бернау и Одерберга. Косвенным документом 1242 года является залог на имя должностого лица поселения. Рыбалка в озере и возможности жизненного обеспечения продовольствием стимулировали первых жителей к постепенному расширению размеров земель, отводимых под пашни.
Первые документальные записи о местном поселении относятся к 1313 году.
Предварительно поставленная деревянная церковь позднее перестраивалась. Сельская церковь Вайсензе (нем. Dorfkirche Weißensee) расположена на старинной улице, которая в настоящее время называется Берлинер-аллее.
В 1375 году по принятому в Праге решению императора Священной Римской империи Карла IV Вайсензе наряду с другими поселениями включили в Книгу земель Бранденбурга.

### XV—XVIII век
В 1486 году курфюрст Бранденбурга Иоганн Цицерон одарил крестьянским двором бургомистра Берлина Томаса фон Бланкенфелде (нем. Thomas von Blankenfelde) (годы жизни 1435—1504), сделав его первым землевладельцем Вайсензе.

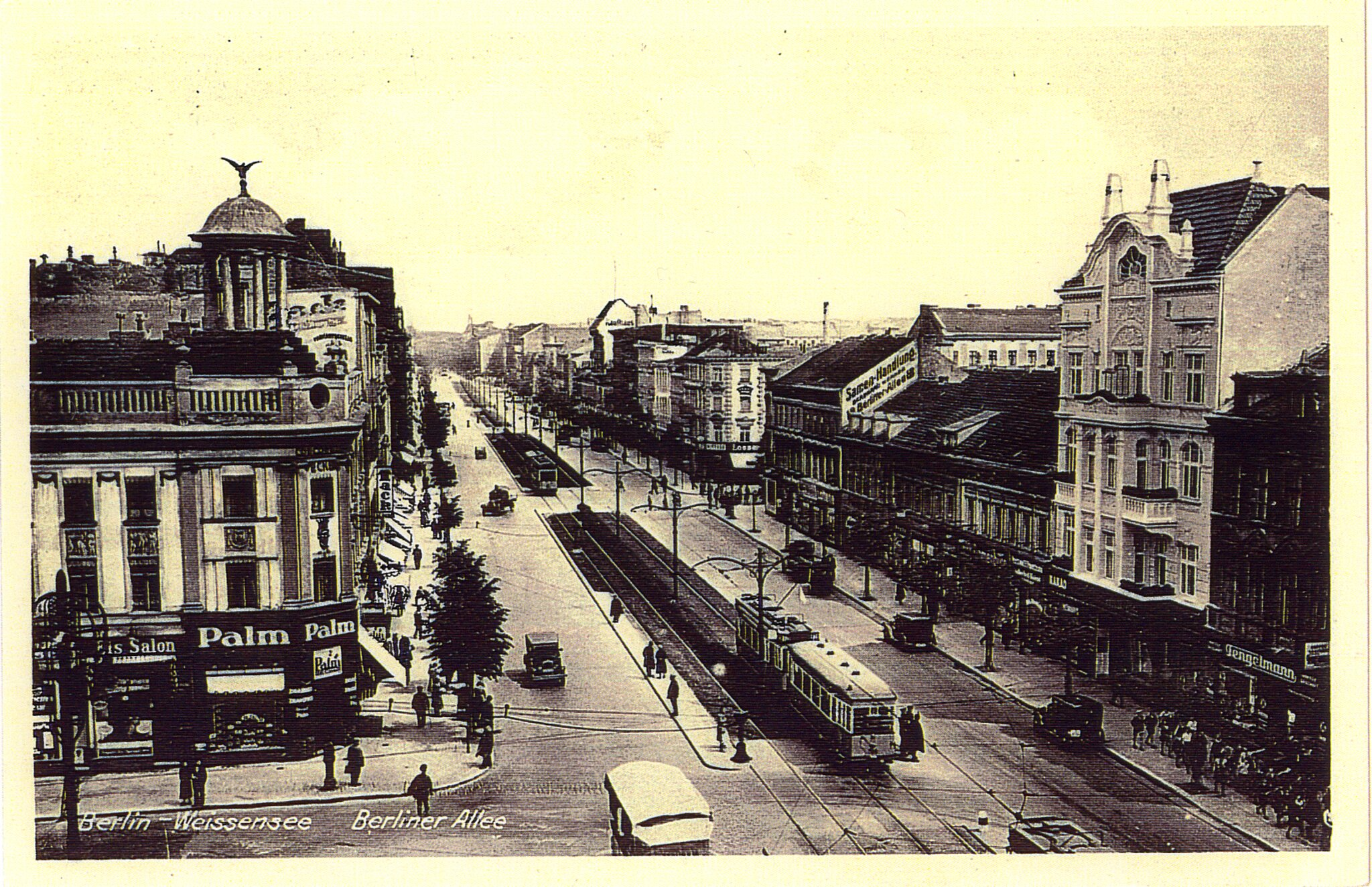
Берлинер-аллее в Вайсензе 1708 года

Во время тридцатилетней войны (1618—1648) село не раз занимали шведы. После окончания войны в Вайсензе осталось только три семьи, и лишь через 30 лет население села выросло до 143 человек. 
В 1745 году судебный эксперт Карл Готтлиб фон Нюслер (англ. Karl Gottlob von Nüßler) удалился из Берлина в унаследованное имение Вайсензе и способствовал его расширению.

### XIX—XXI век
Начало XIX века было отмечено оживлением строительства социального жилья для средних слоёв населения. Немецкий архитектор и градостроитель Карл Джеймс Бюринг стал центральной фигурой при застройке Вайсензе в эпоху грюндерства. В это время появляются кварталы со своими особенностями. Голландский квартал с декоративным использованием темного кирпича сейчас чаще называют муниципальным кварталом Карла Бюринга. Бывший французский квартал с улицами, названными в честь известных музыкантов, ныне переименован в композиторский квартал. К нему примыкают два соседствующие между собой кладбища.
К 1900 году число жителей берлинского предместья Вайсензе составляло уже более 30 тысяч. После Первой мировой войны возникла инициатива частичного присоединения к Вайсензее прилегающих территорий в ходе образования в 1920 году Большого Берлина. Во время Второй мировой войны в Вайсензе было отделение концлагеря для интернированных мальчиков и юношей, считавшихся неблагонадежными. После окончания войны Вайсензе стало частью советского сектора Берлина. С объединением Германии в 1990 году начался очередной этап развития Вайсензе с новыми надеждами и трудностями переходного периода.
|                  |  |                                        |  |                   |
| Сельская церковь |  | Открытка 1911 года с «камнем Бисмарка» |  | Вифанская церковь |

## Индустрия
Первоначальный импульс индустриального развития Вайсензе был связан с производством картофельного спирта, запатентованным в 1817 году Иоганном Писториусом. На рубеже XIX—XX веков здесь появились фабрики.

### Киноиндустрия
|                                       |  |                                     |  |                                |
| Культурный центр в бывшем хлебозаводе |  | Напоминание о «киногороде Вайсензе» |  | Кинотеатр «Тони» на Антонплатц |

В первой половине XX века в Вайсензе процветала киноиндустрия. Располагавшаяся здесь киностудия в период с 1913 по 1929 годы выпустила много фильмов, в том числе созданный в 1920-м году Кабинет доктора Калигари, положивший начало немецкому киноэкспрессионизму. Многие производственные кино-компании в то время переместили свои штаб-квартиры в район Вайсензе. В 1929 году на Гусав-Адольф-штрассе (нем. Gustav-Adolf-Straße) открылся кинотеатр «Дельфи». На Антонплатц появилось даже семь кинотеатров, из которых до наших дней сохранился кинотеатр «Тони» (нем. Toni). Его в 1992 году приобрёл немецкий режиссёр Михаэль Ферховен, а после модернизации этот кинотеатр стал одной из площадок кинофестиваля Берлинале. В здании бывшего хлебозавода сейчас расположен культурный центр.

## Культура и общество
Список памятников культуры в Вайсензе включает множество архитектурных сооружений и произведений скульптуров.
|                                         |  |                                |  |                        |
| Дом Бертольта Брехта (нем. Brecht-Haus) |  | Рельеф в Высшей школе искусств |  | Гимназия имени Бюринга |

В Вайсензе к охраняемым памятникам архитектуры, кроме древней сельской церкви на Берлинер-аллее (в XVI веке перестроенной и переименованной в евангелическую приходскую церковь Вайсензе), относятся ещё
баптистская церковь на Фризикештрассе, католическая Церковь Св. Иосифа на Бехаймштрассе (англ. Behaimstraße), а также сильно разрушенная войной Вифанская церковь на Мирбахплац.
В 1987 году в список архитектурных памятников было внесено здание на Берлинер-аллее «Дом Брехта» (нем. Brecht-Haus), построенное около 1870 года, в котором одно время проживал немецкий поэт, прозаик, драматург и реформатор театра Бертольт Брехт.
В 1945 году как репортёр в Вайсензе работал политик и писатель Эгон Бар, а с 1950 до 1997 года здесь жил Юрген Кучинский, экономист, историк и советский разведчик.
К культурно-просветительным учреждениям относится открытая в 1946 году по инициативе художников и архитекторов Высшая школа искусств Вайсензе, продолжающая традиции Баухауза.
Целью обучения в ней является развитие навыков концептуального мышления и практической реализации идей. Около 680 студентов получают здесь профессиональную подготовку в различных дисциплинах изобразительного искусства, дизайна и сценографии. К традиционным направлениям добавлены два новых: арт-терапия и пространственная стратегия.
Главной природной достопримечательностью района остаётся озеро Вайсензе с прилегающим к нему парком. Построенный в 1859 году на южной набережной озера дворец Вайсензе, преобразованный через 15 лет в ресторан, был уничтожен во время пожара в 1919 году.

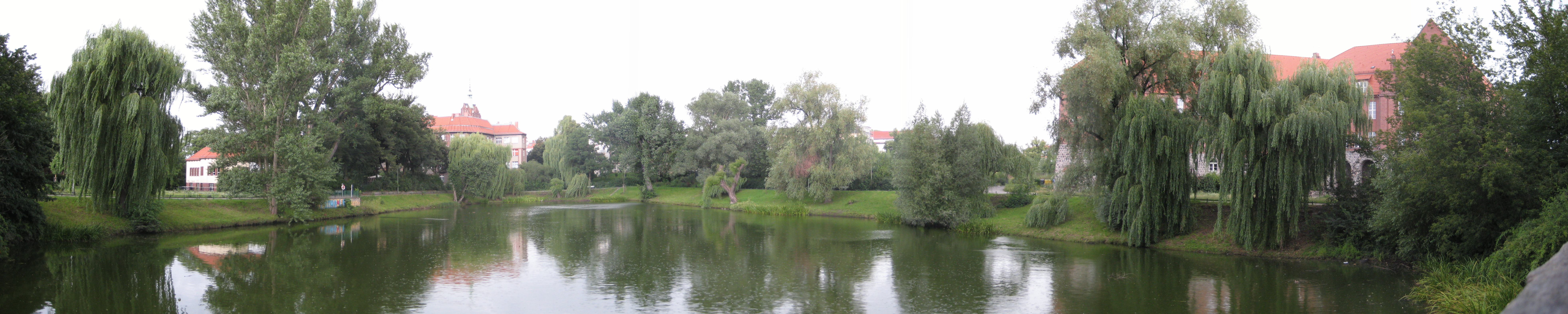
Вайсензе, вид с Вёлькпроменаде (Woelckpromenade). Фото 2007 года

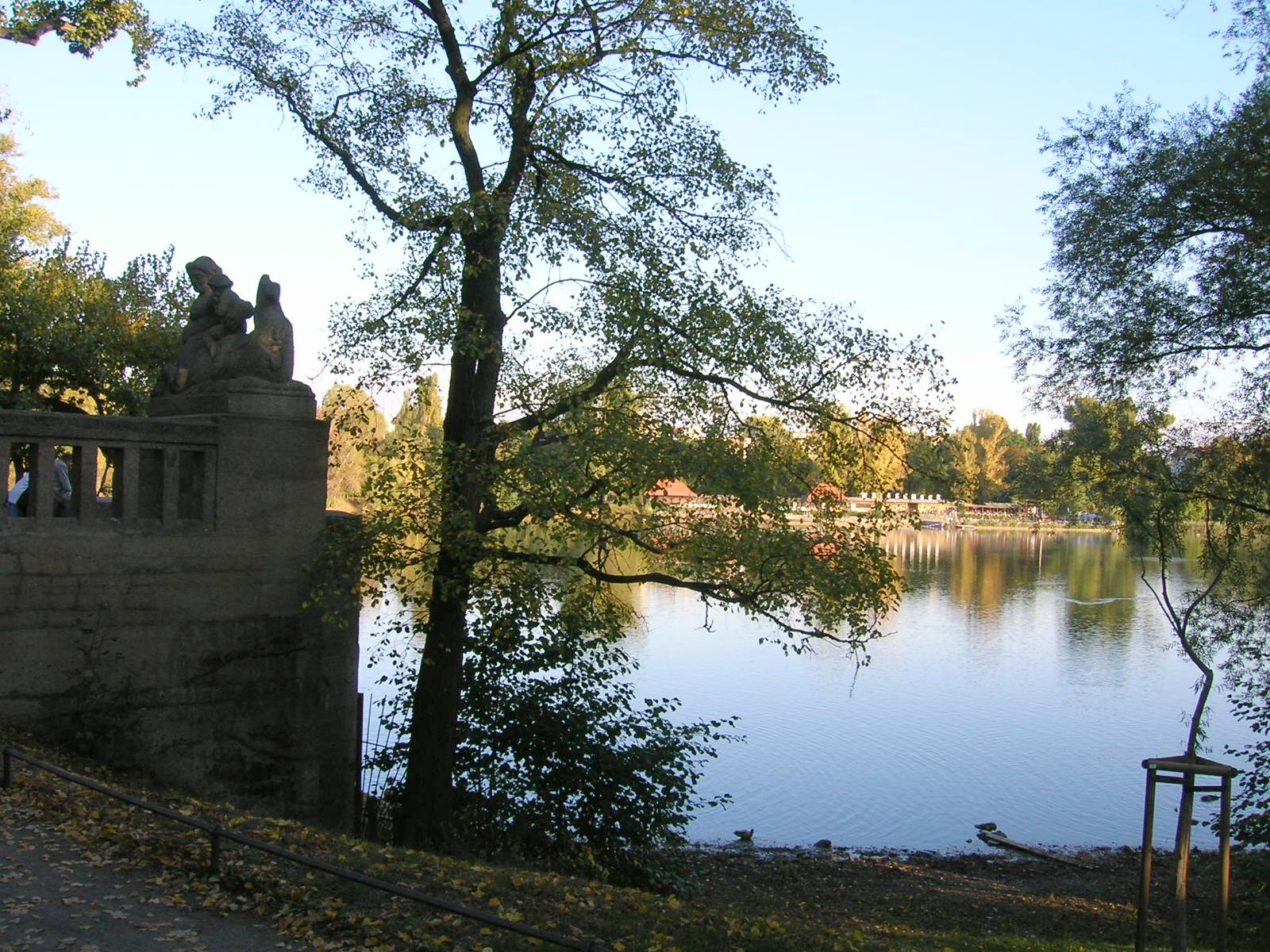
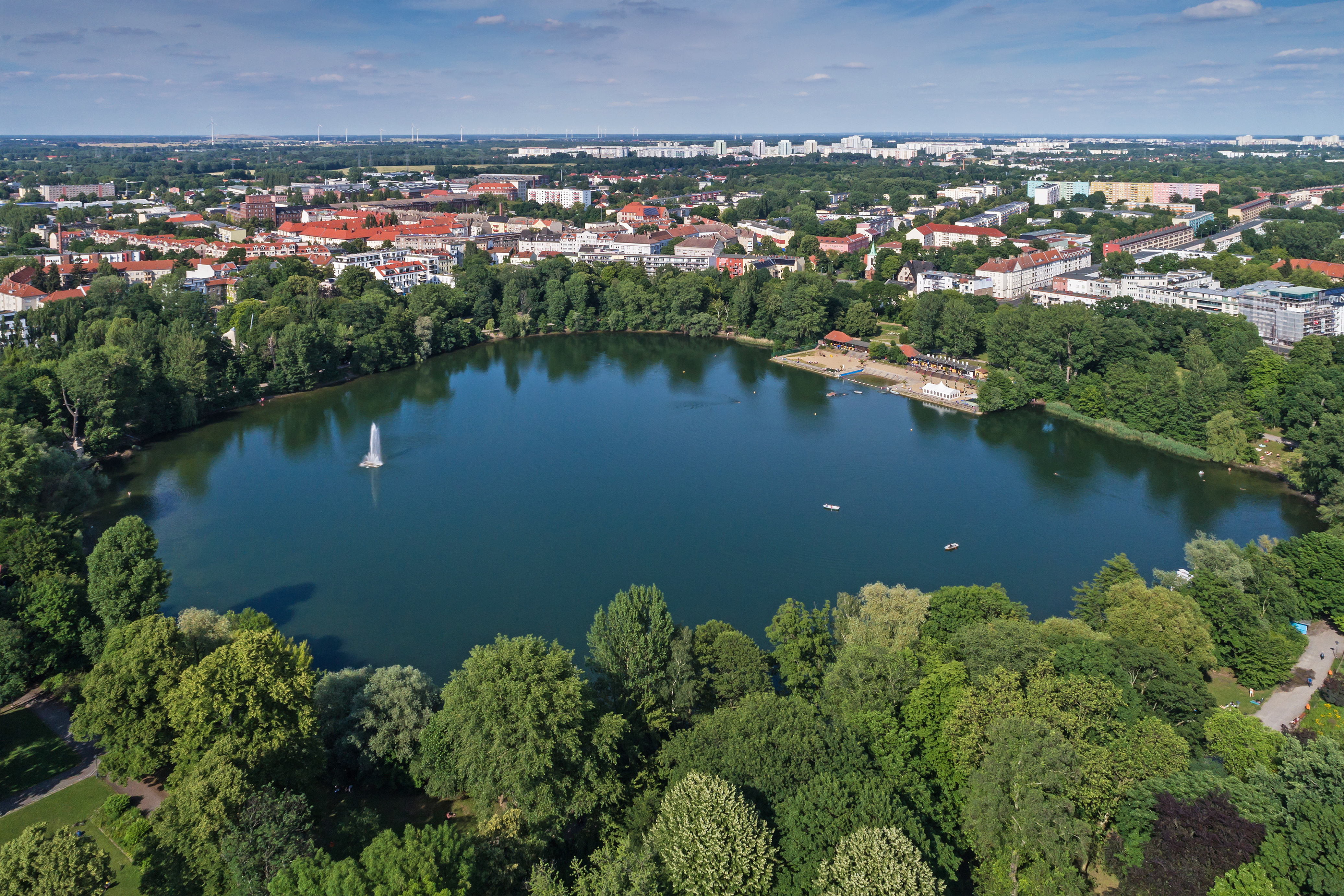
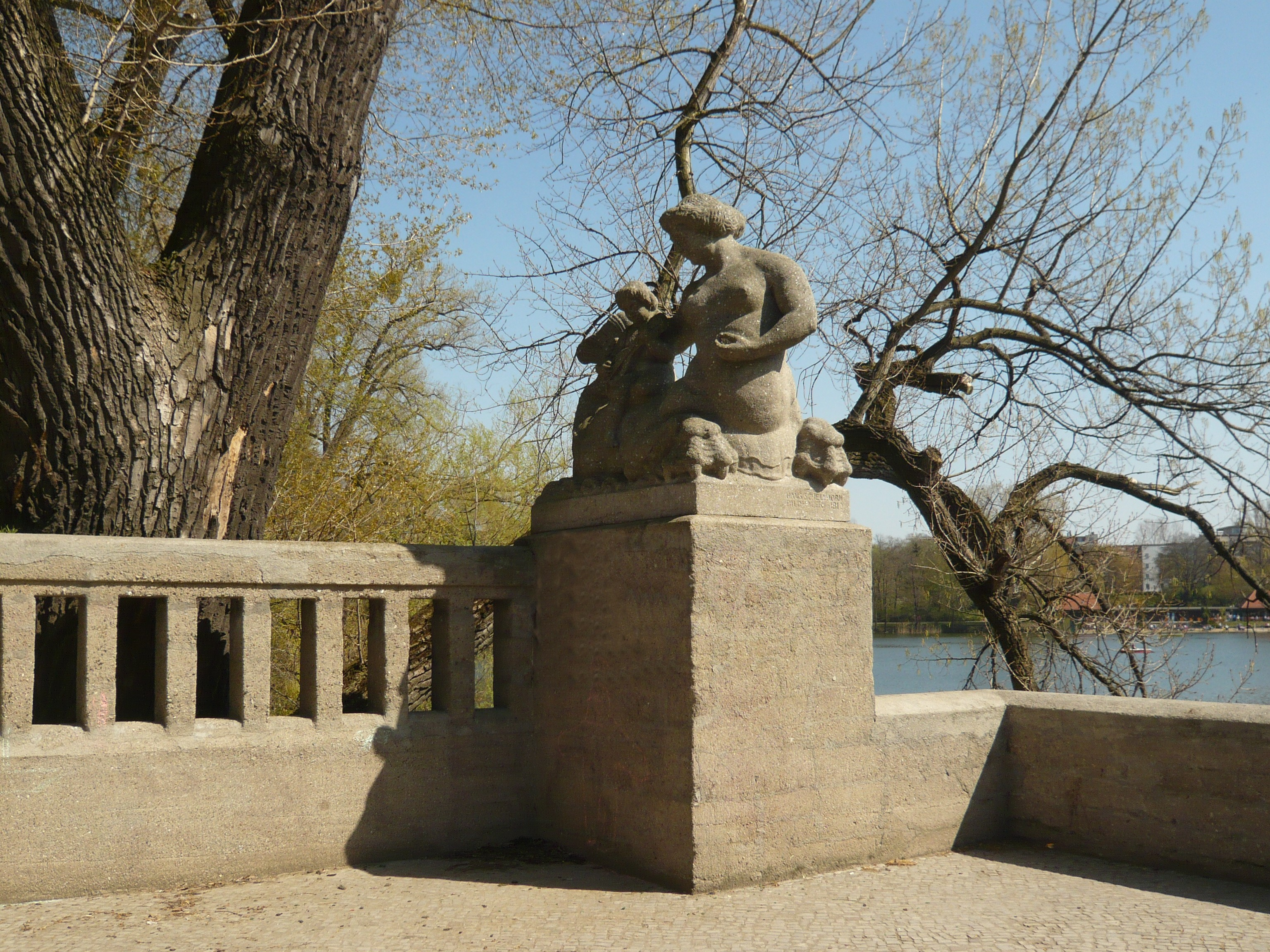

В список архитектурных памятников включено здание детской больницы для младенцев (нем. Säuglingskrankenhaus), построенное поблизости от озера в 1911 году по проекту архитектора Карла Бюринга.
На озере с 1879 года существует обустроенное пляжное место для купаний. В 1913 году здесь было открыто кафе «Молочные домики», где продавалось свежее молоко из местного коровника, поставляемое также в близлежащую больницу для младенцев (нем. Säuglingskrankenhaus), вошедшую также в список охраняемых зданий.
В 1967 году из-за ветхости «Молочные домики» были снесены и перестроены в их нынешнем виде, а детская больница ещё ждёт своей реконструкции. Неподалёку от пляжа прямо из воды бьёт 10-метровый фонтан. В парке вокруг озера ежегодно в июне устраиваются праздники цветов.
В старой части района интересны тематические кварталы.
|                        |  |                    |  |                       |
| Композиторский квартал |  | Квартал основателя |  | Муниципальный квартал |

В композиторском квартале есть улицы Бизе́, Сме́таны, Шопе́на, Гуно́ и др. Муниципальный квартал называют также голландским.

## Спорт

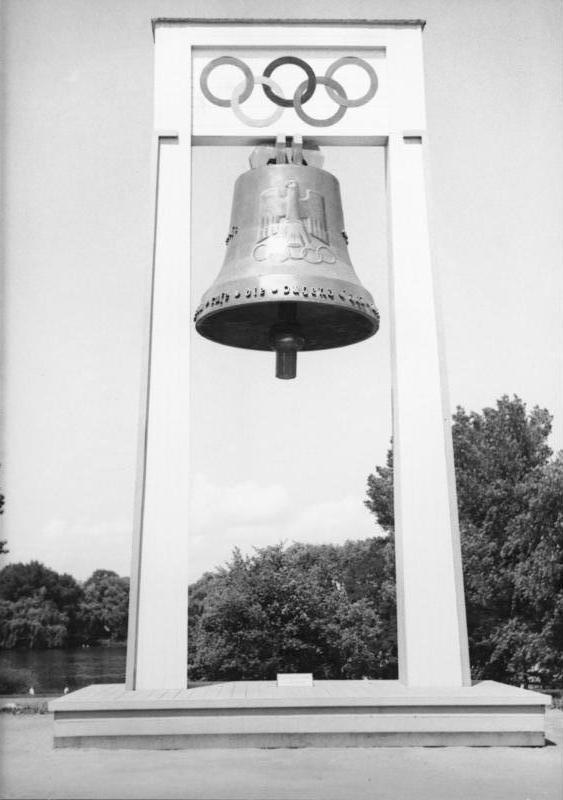
Копия колокола летней Олимпиады 1936 года

Спортивное общество Weißenseer FC, основанное в 1900 году относится к богатым традициями футбольным клубам. Рядом с озером Fauler See на стадионе Stadion Buschallee проходят тренировки теннисного объединения, а также клуба регбистов Rugby Klub 03 Berlin, участвующего в чемпионатах Германии по регби.
К помпезной Олимпиаде 1936 года в Вайсензе воздвигли арку с копией олимпийского колокола, оригинал которого был изготовлен для башни на Олимпийском стадионе.
Велотрек в Вайсензе, с 1955 года оборудованный на месте бывшего ипподрома, функционировал во времена ГДР до конца 1980-х годов, а затем стал местом проведения концертов и фестивалей на открытом воздухе.

## Кладбища
Еврейское кладбище, основанное берлинской общиной евреев в 1880 году, является крупнейшим в Европе и насчитывает почти 116 000 захоронений. С 1970 года оно получило статус архитектурного памятника.
Городское кладбище Вайсензе, обозначенное на карте Берлина 1893 года, тоже включено в список памятников архитектуры.
|                            |  |                            |  |                              |
| Вход на Еврейское кладбище |  | Вход на городское кладбище |  | Могилы жертв войны и тирании |

|                             |  |                               |  |                            |
| Кладбище общины Воскресения |  | Кладбище общины Благословения |  | Кладбище общины Св. Ядвиги |

На кладбище общины Благословения установлена скульптура благословляющего Христа. Это копия одного из самых растиражированных в христианском мире скульптурных произведений Бертеля Торвальдсена, датского представителя позднего классицизма.

## Политика
Карл Вёльк был последним бургомистром независимой общины Вайсензе до того, как она в 1921 году влилась в Большой Берлин и стала его округом. В течение 80 лет руководили округом Вайсензе представители местных отделений различных партий: СДПГ, НСДАП, КПГ, СЕПГ, Левой партии, ХДС, СвДП, ПДС. Представитель СДПГ Герт Шиллинг (нем. Gert Schilling) был последним бургомистром округа Вайсензе, который в статусе района с 2001 года стал частью укрупнённого округа Панков.

## Транспорт

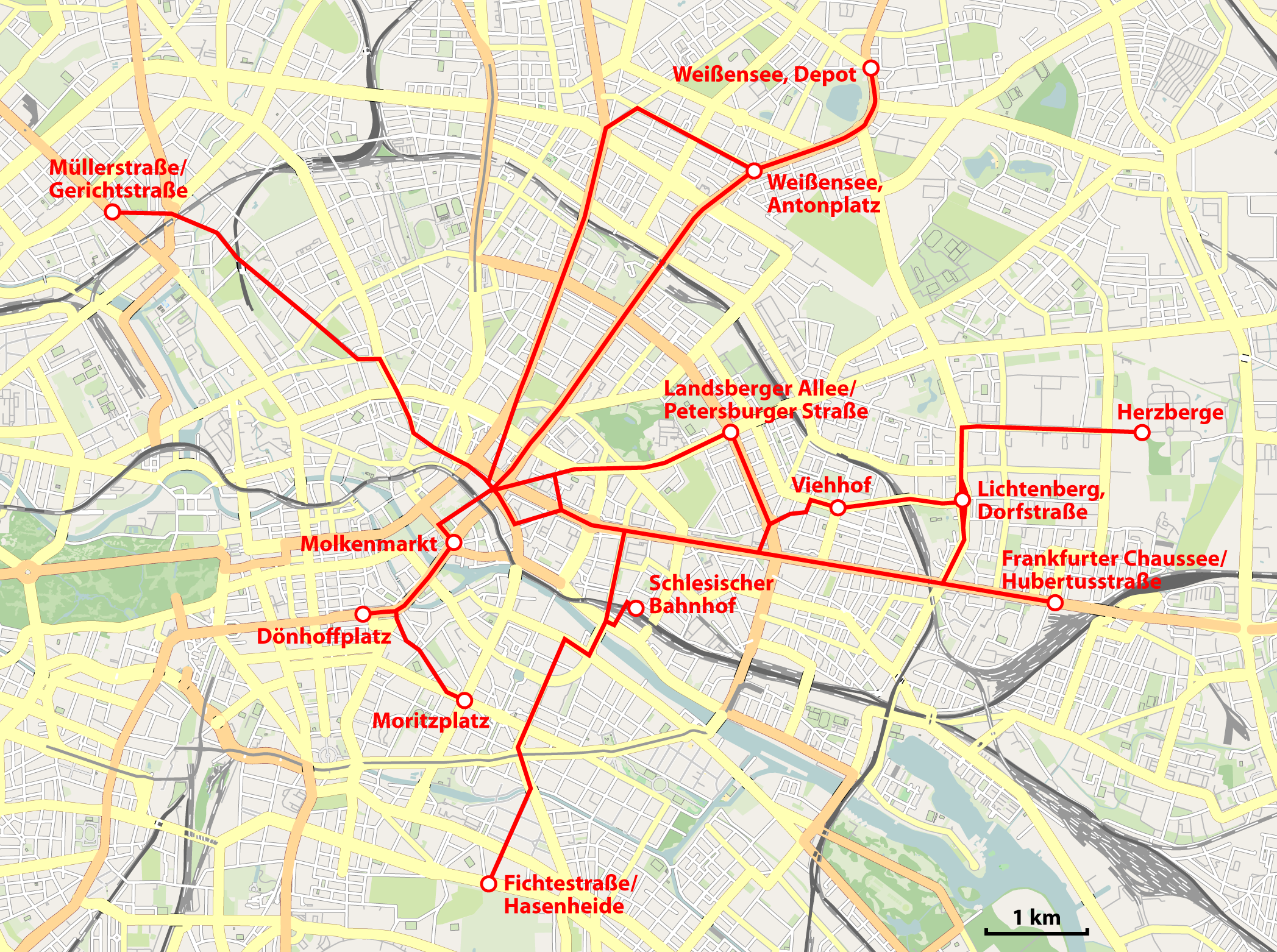
Карта омнибусных линий в 1895 году

С 1876 года между Александерплац и дворцом Вайсензе открылось омнибусное сообщение. На почтовой открытке 1911 года хорошо виден проходящий трамвай. Эта старейшая трамвайная линия на современной Берлинер-аллее, модернизированная с учётом новых требований, хранит историческую память района.
В настоящее время по территории Вайсензе проходят линии 2, 3, 4, 13, 18, 23 Берлинского трамвая (нем. Straßenbahn Berlin), а также автобусные маршруты — 155, 156, 158, 255, 259.